# Haematopus leucopodus
Haematopus leucopodus là một loài chim trong họ Haematopodidae.
Loài chim này được tìm thấy ở Argentina, Chile và quần đảo Falkland. Môi trường sống tự nhiên của chúng là hồ nước ngọt và bờ cát.

## Hình ảnh

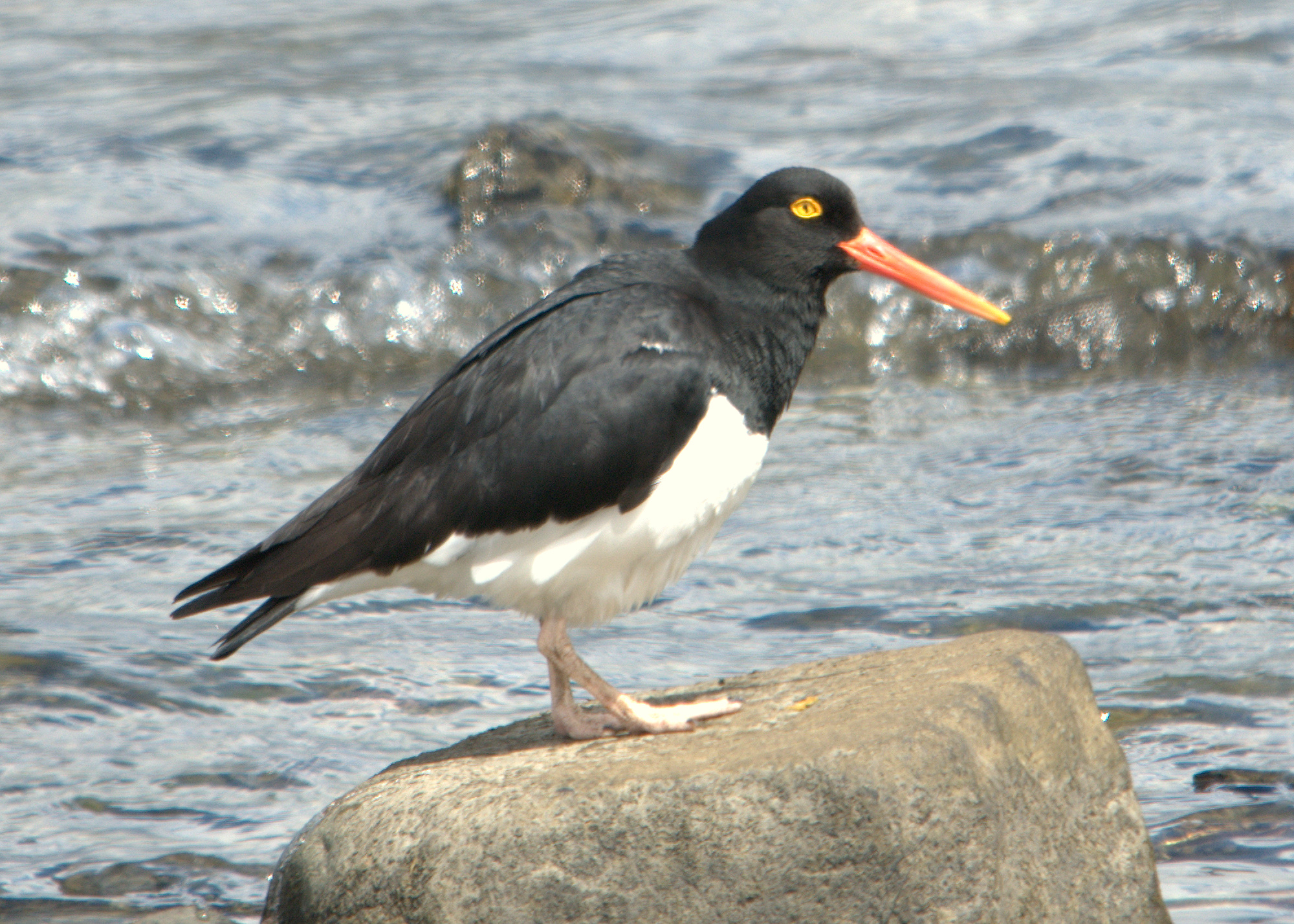
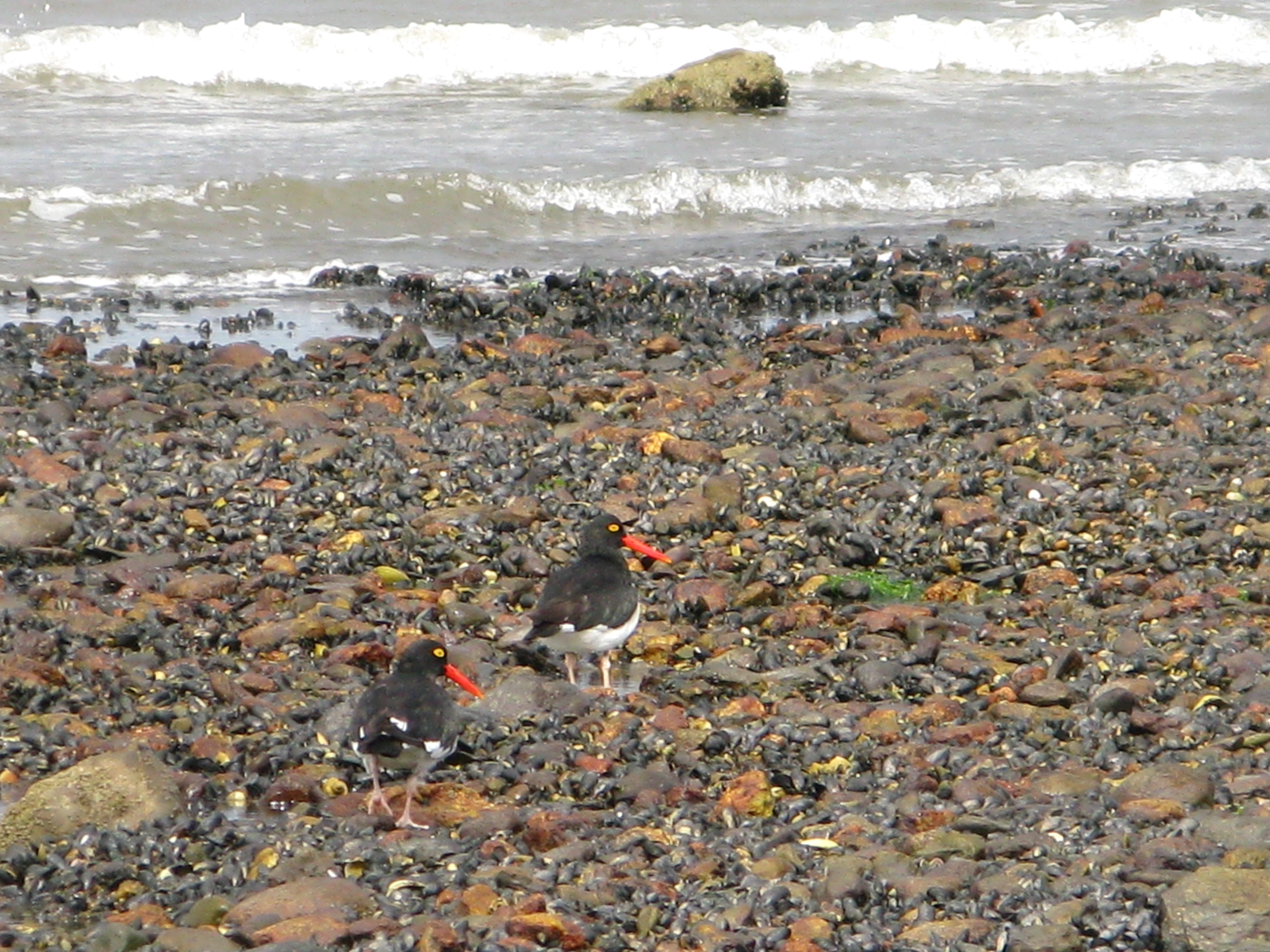
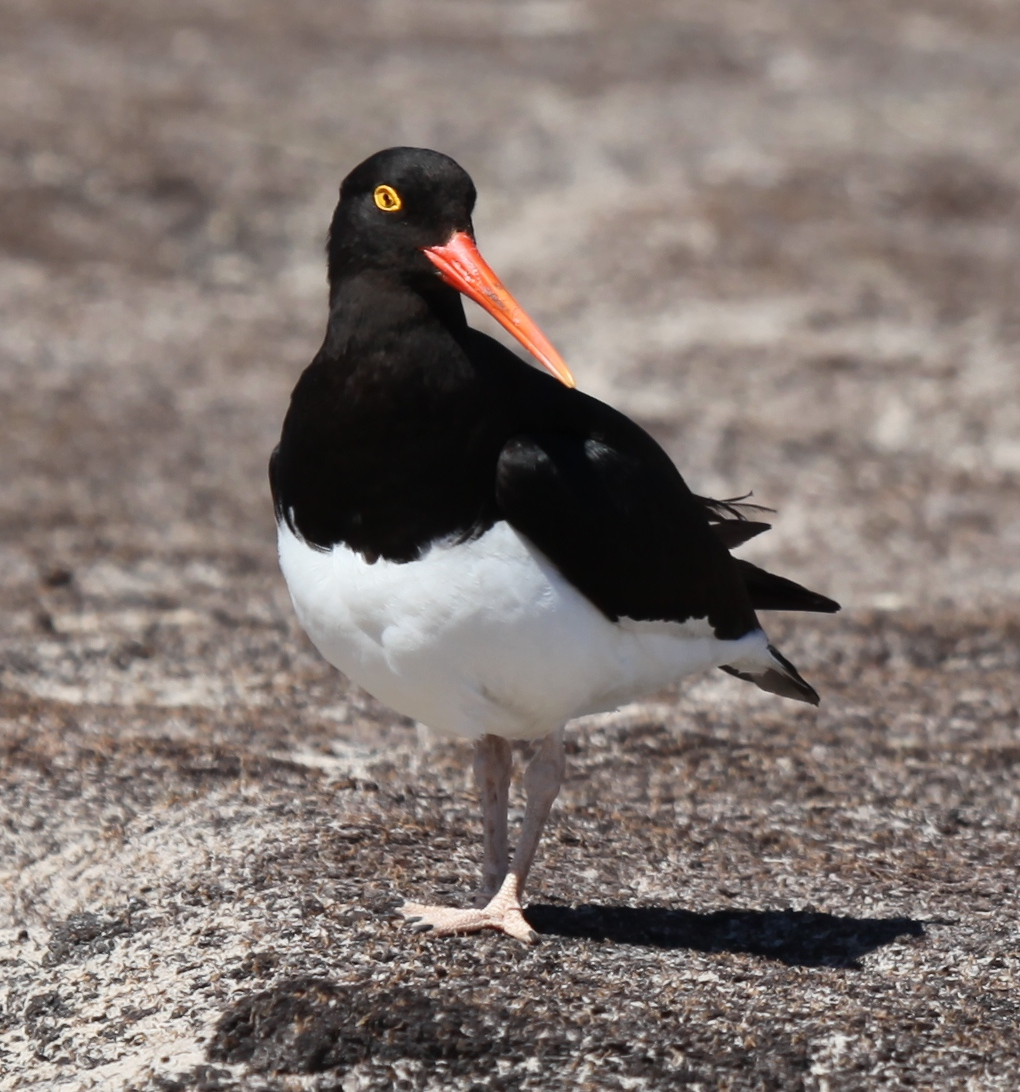